# XII. Fliegerkorps
O XII. Fliegerkorps foi um Corpo Aéreo da Luftwaffe que atuou durante a Segunda Guerra Mundial. Foi formado no dia 1 de Agosto de 1941 em Zeist a partir do Stab/1. Nachtjagddivision. No dia 15 de Setembro de 1943 foi redesignado I. Jagdkorps.

## Comandantes
| Comandante              | Data                                         |
| ----------------------- | -------------------------------------------- |
| General Josef Kammhuber | 9 de Agosto de 1941 - 15 de Setembro de 1943 |

## Chef des Stabes
| Oberst Ludwig Hoffmann             | ? - 15 de Setembro de 1943               |
| Obstlt Heinrich Wittmer (interino) | 8 de Setembro de 1943 - Setembro de 1943 |

## Ordem de Batalha
Controlou as seguintes unidades durante a guerra:
- 1. Nachtjagddivision, 1.8.41 - 1.5.42
- 1. Jagddivision, 1.5.42 - 15.9.43
- 2. Jagddivision, 1.5.42 - 15.9.43
- 3. Jagddivision, 1.5.42 - 15.9.43
- 4. Jagddivision, 2.43 - 15.9.43
- 5. Jagddivision, 6.43 - 15.9.43
- Jagdfliegerführer Süddeutschland, 6.43 - 9.43
- Flakscheinwerfer-Division 1
- Flakscheinwerfer-Division 2
- Luftnachrichten-Regiment 201
- Luftnachrichten-Regiment 202
- Luftnachrichten-Regiment 203
- Flugbereitschaft/XII. Fliegerkorps (Ar 66, Bf 108, Bf 110, Do 215, Ju 88), 8.41 - 9.43